# Psychotria oblonga
Psychotria oblonga là một loài thực vật có hoa trong họ Thiến thảo. Loài này được (DC.) Steyerm. miêu tả khoa học đầu tiên năm 1972.